# Featuring 〜コラボベスト〜
『Featuring 〜コラボベスト〜』（フィーチャリング コラボベスト）は、2010年3月24日に発売されたMAY'Sのコラボレーションズ・ベストアルバム

## 概要
- MAY'Sがそれまでにコラボした楽曲を集めたコラボレーションズ・ベストアルバムである。DISC 1にはINSIDE WORKSとして、MAY'Sの楽曲に他のアーティストが参加したものを、DISC 2にはOUTSIDE WORKSとして、MAY'Sが他のアーティストの楽曲に参加したものを収録している。DISC 1の10曲目には新曲「Close Your Eyes feat. JAY'ED」が収録されている。また、初回盤にはメイメイ・プロジェクトの楽曲2曲のMUSIC CLIPと、ファンクラブ限定で行われたライブの映像を収録したDVDが付いている。
- NATURAL8の楽曲や、片桐舞子が単独でコーラスとして参加した楽曲、NAUGHTY BO-Zが単独でプロデュースとして参加した楽曲は収録されていない。

## 収録曲

### DISC 1
INSIDE WORKS
1. Dear… / CLIFF EDGE & MAY'S
収録CD：アルバム『Dear…』（CLIFF EDGE & MAY'S）
2. THANK♥YOU feat. Jam
収録CD：アルバム『Dreaming』
3. HERO☆HERO feat. WISE
収録CD：アルバム『Amazing』[1]
4. John Doe feat. U-ZIPPLAIN (ENBULL)
収録CD:：シングル「Daydream」
5. TOKYO DRIVE feat. DJ WATARAI, DABO
収録CD：アルバム『Amazing』
6. The Source feat. クレンチ&ブリスタ, EIGO, ZANE, TWO-K
収録CD：アルバム『Dreaming』
7. Rock With U feat. FALCO & SHINO
収録CD:：シングル「My Everything」
8. 恋をしてた 〜Say Goodbye〜 / MAY'S × May J.
収録CD：アルバム『Amazing』
9. DESTINY 〜for Dear...〜 feat. CLIFF EDGE
収録CD：アルバム『Dreaming』
10. Close Your Eyes feat. JAY'ED
新曲。

### DISC 2
OUTSIDE WORKS
1. More than I love you 〜365のキセキ〜 with MAY'S / SOFFet
収録CD:アルバム『Jam the Universe』
2. With You 〜君といつまでも〜 feat. MAY'S / KG
収録CD:アルバム『With You』
3. PARTY UP / DJ MAYUMI feat. ZEEBRA, HOKT, MAY'S 
収録CD：シングル「PARTY UP」
4. Lovers Holiday feat. MAY'S / クレンチ&ブリスタ
収録CD:アルバム『Clench & Blistah』
5. REMEMBER feat. MAY'S / 2BACKKA
収録CD：シングル「ハレバレ」
6. 卒業 / MAY'S (Special Calling Produced By HI-D) 
収録CD:アルバム『Special Calling Produced By HI-D』
7. Sing for you / May J. × MAY'S 
収録CD：レンタル限定シングル「Sing for you」
8. BIRTH 〜you're the only one Pt.2〜 feat. MAY'S / CLIFF EDGE
収録CD:アルバム『BIRTH』

### 初回限定盤DVD
MUSIC CLIP
- 恋をしてた 〜Say Goodbye〜 / MAY'S × May J.
- Sing for You / May J. × MAY’S

MOBILE FAN CLUB “Smiling”開設記念スペシャルライブ ”Smiling” supported by Ed Hardy
- Daydream
- KISS 〜恋におちて…冬〜
- Teddy's story